# Solobacterium
Solobacterium moorei
Genre
Espèce
Solobacterium est un genre de bactéries à Gram-positif de la famille des Erysipelotrichaceae. Ce genre n'est représenté que par son espèce type, Solobacterium moorei.

## Systématique
Le genre Solobacterium et l'espèce Solobacterium moorei ont été décrits en 2000 par les microbiologistes japonais Akiko Kageyama (d) et Yoshimi Benno (d),.

## Étymologie
L'épithète spécifique, moorei, a été donnée en l'honneur du microbiologiste américain Walter Edward C. Moore (d) (1927-1996).

## Publication originale
- (en) Akiko Kageyama et Yoshimi Benno, « Phylogenic and phenotypic characterization of some Eubacterium-like isolates from human feces: description of Solobacterium moorei Gen. Nov., Sp. Nov. », Microbiology and Immunology, Wiley-Blackwell et Wiley, vol. 44, no 4,‎ 1er janvier 2000, p. 223-227 (ISSN 0385-5600 et 1348-0421, PMID 10832964, DOI 10.1111/J.1348-0421.2000.TB02487.X, lire en ligne).